# Att återvända
Att återvända (spansk originaltitel: Volver) är den spanske regissören Pedro Almodóvars sextonde långfilm. Den hade premiärvisning i Puertollano, Spanien (där filmen spelades in) 10 mars 2006 och vann filmpriset Goya i kategorin Bästa film. Dessutom prisades den tvåfalt vid Filmfestivalen i Cannes i kategorierna Bästa skådespelerska samt Bästa manus.